# Roverino
Il roverino è uno sport di squadra, praticato prevalentemente in ambito scout, che si gioca con un apposito cerchio di corda o gomma chiamato roverino.

## Caratteristiche
Il nome del gioco deriva dallo strumento utilizzato, chiamato per l'appunto roverino. Questo è un anello realizzato con corda intrecciata o con un tubo di gomma, del diametro di circa 24 cm.
Ogni squadra sceglie un capitano e un portiere e il gioco si svolge sotto la supervisione di un arbitro. 
Vince la squadra che riesce a totalizzare il maggior numero di punti nel tempo stabilito.

## Regole del gioco
Non esiste un regolamento ufficiale, esistono però regole comuni alle quali vengono applicate varianti in modo da rendere il gioco più dinamico.

### Campo da gioco

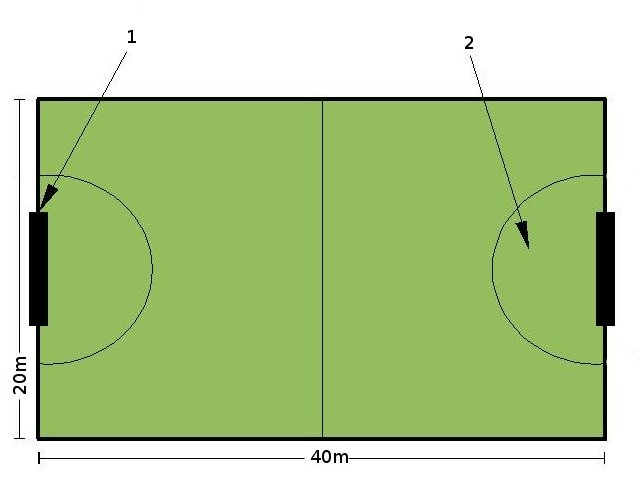
Campo di roverino.
1. Porta
2. Area di porta

Questo sport si pratica preferibilmente all'aperto, possibilmente in un luogo pianeggiante. Il campo da gioco è rettangolare e la sua lunghezza solitamente è circa il doppio della larghezza; normalmente è delimitato da funi. A entrambi gli esterni dei lati del rettangolo da gioco è presente una porta larga circa 3 metri, intorno alla quale vi è l'area del portiere, rettangolare. In quest'area non possono entrare né i giocatori della stessa squadra, né quelli avversari. Le dimensioni tipiche per un campo di roverino sono 20 metri x 10 metri.

### L'arbitro
L'arbitro è solitamente esterno al gioco e deve conoscere le regole ed eventuali varianti lui/lei stabilisce l'inizio del gioco, la fine, i falli, le rimesse e tiene conto del punteggio.

### Durata del gioco
Vista l'assenza di un regolamento ufficiale non ci sono delle durate fisse riconosciute da tutti. Tuttavia tipicamente si giocano due tempi da 15 minuti l'uno, separati da una pausa di 10 minuti.

### Inizio
Prima del fischio d’inizio i giocatori delle 2 squadre si posizioneranno all’estremo dei campi opposti. Sempre prima del fischio d’inizio le 2 squadre sceglieranno un membro che correrà a prendere il roverino lanciato dall’arbitro, tutti gli altri membri saranno voltati di spalle al campo. Al fischio d’inizio corre solo il giocatore precedentemente scelto fino a quando uno dei 2 corridori non tocca il roverino

### Regole per il giocatore
Il giocatore che possiede il roverino non può mantenerne il possesso per più di 3 secondi senza palleggiare (compreso il tempo per muoversi). Il giocatore col roverino in mano non può essere spintonato o toccato volontariamente. (variante: Se un giocatore tocca il roverino in volo ma non riesce ad afferrarlo non può raccoglierlo, altrimenti il possesso passa alla squadra avversaria).

### Passaggi
I passaggi devono essere effettuati soltanto con le mani (variante: le prese valgono con i piedi) e verso qualsiasi componente della propria squadra.
Un'altra caratteristica del gioco è che il roverino non può essere passato di mano in mano, ma deve essere lanciato. (Variante: prima di poter segnare bisogna totalizzare un minimo di 3 passaggi.)
Se nel passaggio il roverino cade a terra, i passaggi si annullano e si ricomincia a contarli da 0.

### Falli
Vengono considerate falli tutte le azioni scorrette nei confronti della squadra avversaria. Rientrano in questi casi i falli di piede e lo sfondamento violento.
Si ha sfondamento invece quando un giocatore urta volontariamente in modo violento un avversario.
Si ha fallo di piede se un giocatore cerca di bloccare volontariamente il roverino con i piedi.
In questi casi la squadra che ha commesso fallo perde il possesso del roverino e la squadra che ha subito il fallo ricomincerà battendo una rimessa laterale. Se si verificano comportamenti scorretti e volontari l'arbitro può provvedere all'espulsione temporanea o definitiva del giocatore che li ha commessi. In questo caso il giocatore espulso non può essere rimpiazzato per tutta la durata del tempo.

### Portiere o alfiere
Il portiere o alfiere è posizionato nell'area di porta situata alla fine del campo avversario e tiene in mano un bastone (solitamente un alpenstock). Il suo compito è quello di centrare con questo il roverino lanciato da un suo compagno di squadra. Il portiere non può muoversi dall'area ma soltanto spostare il bastone.

### Goal
La squadra ottiene un punto quando lanciando il roverino riesce a centrare il bastone del portiere della propria squadra. Il lancio può essere effettuato soltanto con le mani e solo dall'esterno dell'area della porta, pena la perdita del possesso. Dopo il goal, il gioco riprende con una rimessa dalla linea di fondo da parte di un giocatore della squadra che lo ha subito.

### Rimesse
Il roverino viene considerato fuori quando cade completamente al difuori delle linee del campo. Quando il roverino va fuori, il possesso passa alla squadra avversaria e il gioco ricomincia con una rimessa che deve essere effettuata da fermi, dal punto in cui il roverino è uscito. Non viene considerato fuori quando il giocatore col possesso del roverino esce dal campo di gioco ma il roverino no. Il giocatore che effettua la rimessa non può lanciare verso il portiere per segnare goal direttamente.

### Contesa
Si definisce contesa quando due giocatori di squadre avversarie afferrano contemporaneamente il roverino. In tal caso l'arbitro lancia il roverino in aria e i due giocatori saltano per afferrarlo. Chi lo afferra per primo ne mantiene il possesso. 

### Sostituzioni
Non ci sono limiti al numero di sostituzioni, le quali avvengono a gioco fermo e vanno prima segnalate all'arbitro. Inoltre ogni squadra ha a disposizione un numero illimitato di timeout che complessivamente non devono superare i 5 minuti.

## Varianti
Talvolta, per enfatizzare lo spirito di squadra, si richiede che il roverino sia passato per almeno tre giocatori diversi prima di poter essere lanciato al portiere.
In caso di caduta del roverino ci sono più possibilità. Oltre quella citata, si può interrompere il gioco e passare il roverino alla squadra avversaria, che lo rimetterà in gioco dal punto di caduta o dal lato del campo.
Inoltre è presente una variante con alcune modifiche sostanziali del regolamento praticata in bergamasca.
Innanzitutto la partita inizia con le due squadre dietro le rispettive porte e con il roverino al centro del campo. Quando l'arbitro fischia tutti i giocatori delle due squadre tranne i portieri corrono verso il roverino per impossessarsene.
L'assegnazione dei punti avviene in modo diverso; una squadra segna un punto quando il roverino viene poggiato a terra oltre la linea della porta avversaria. Non vale lanciare o lasciare cadere il roverino. I giocatori possono anche segnare in tuffo, purché rispettino il numero di passi e purché il tuffo non comporti un contatto fisico verso il portiere o altri giocatori. In questa variante è permesso a tutti i giocatori di entrare nelle aree di porta.
Cambia anche il ruolo del portiere, che in questo caso deve cercare di impedire alla squadra avversaria di superare la sua linea di porta. Infatti all'interno della sua area egli può rubare di mano il roverino a un giocatore avversario; in questo modo il possesso del roverino passa alla sua squadra. All'interno dell'area il portiere non ha nessun limite di tempo o di passi; all'esterno invece viene considerato come un normale giocatore.
In questa variante inoltre viene introdotto il rigore, assegnato nel caso in cui viene subito un fallo nell'area di porta. Il rigore viene effettuato da due giocatori della squadra che lo ha subito. I due giocatori partono da fuori area e devono riuscire a fare goal effettuando non più di due passaggi.